# 多蕊高河菜
多蕊高河菜（学名：Megacarpaea polyandra）为十字花科高河菜属下的一个种。

## 扩展阅读
維基物種上的相關：多蕊高河菜